# Worm Infested
Worm Infested – minialbum amerykańskiej grupy deathmetalowej Cannibal Corpse. Wydany został 1 lipca 2003 roku nakładem wytwórni muzycznej Metal Blade Records. Na płycie znalazły się m.in. interpretacje utworów „Demon’s Night”, „Confessions” i „No Remorse” odpowiednio z repertuaru zespołów Accept, Possessed i Metallica.

## Lista utworów
Opracowano na podstawie materiału źródłowego.
1. „Systematic Elimination” – 02:53
2. „Worm Infested” – 03:30
3. „Demon’s Night” (cover Accept) – 04:16
4. „The Undead Will Feast” (remake z albumu Eaten Back to Life) – 02:54
5. „Confessions” (cover Possessed) – 02:56
6. „No Remorse” (cover Metallica) – 06:15